# Проект ТФРП.401
Проект ТФРП.401 — тип российских речных судов (аква-электробус), построенных ООО «Эмпериум» в 2021—2023 годах для использования в качестве водного общественного транспорта на Москве-реке в Москве. Было построено 19 таких судов. Они названы по названиям рек Москвы.

## Описание
Суда построены на модульной платформе катамаранного типа из цельносварных алюминиевых конструкций.
Используются аккумуляторы с LiFePO4 ячейками. Срок службы аккумуляторов составляет 10-12 лет.
Передача вращения электромоторов на гребной винт производится прямым приводом. Суда имеют тянущую поворотную винто-рулевую колонку с двойными винтами, что обеспечивает маневренность.

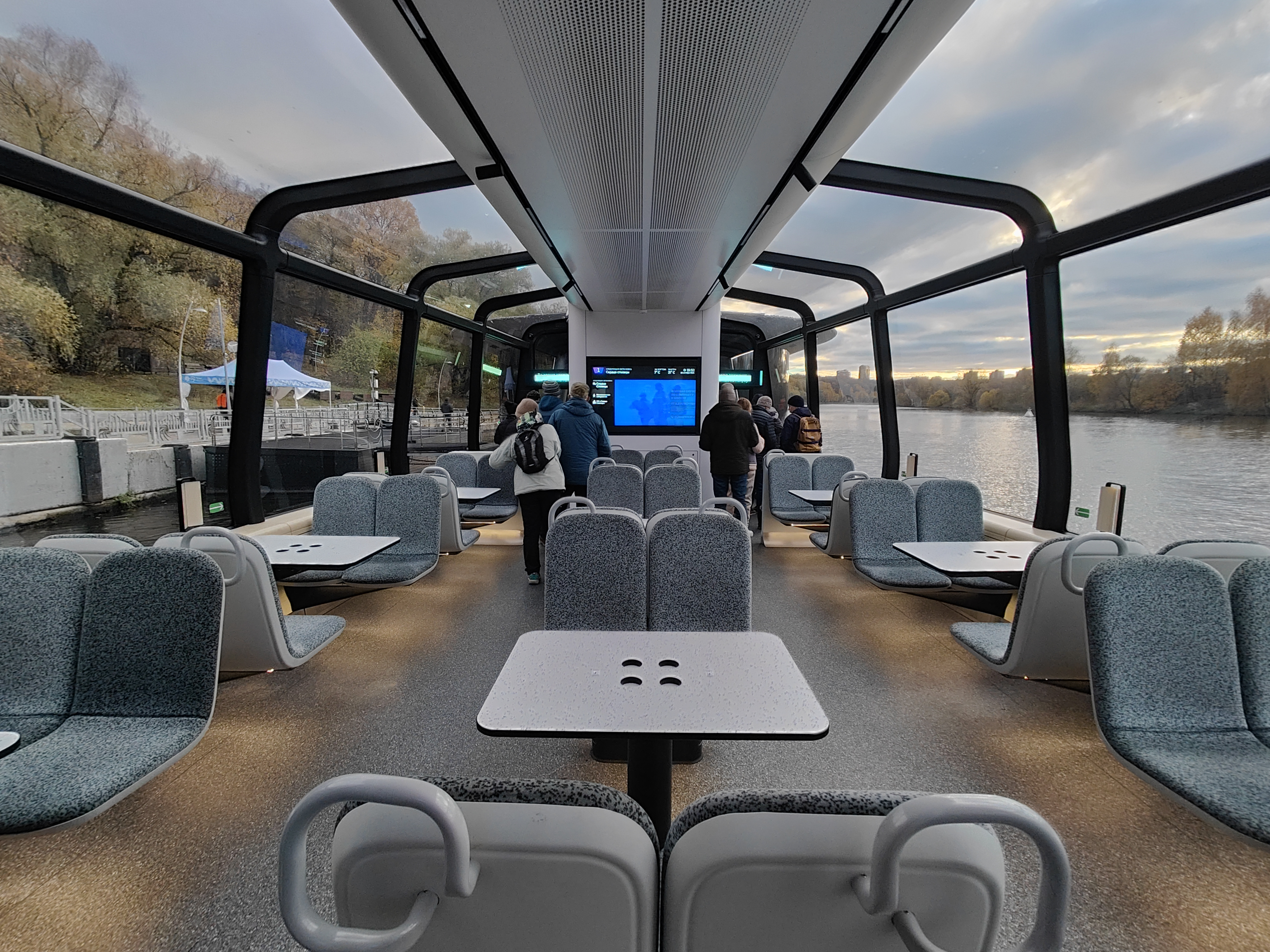
Интерьер судна

## Перечень судов
- «Битца»
- «Городня»
- «Грачёвка»
- «Жужа»
- «Каменка»
- «Котловка»
- «Кузнецовка»
- «Люблинка»
- «Москва»
- «Неглинка»
- «Пахра»
- «Пресня»
- «Раменка»
- «Серебрянка»
- «Сетунь»
- «Синичка»
- «Сходня»
- «Филька»
- «Химка»
- «Шмелёвка»
- «Яуза»[2].